# Canalidion
Canalidion is een monotypisch geslacht van spinnen uit de familie van de Theridiidae (Kogelspinnen).

## Soort
- Canalidion montanum Emerton, 1882